# Rana kreffti
Rana kreffti là một loài ếch trong họ Ranidae.
Nó được tìm thấy ở Papua New Guinea và quần đảo Solomon.
Các môi trường sống tự nhiên của chúng là các khu rừng ẩm ướt đất thấp nhiệt đới hoặc cận nhiệt đới, đồng cỏ nhiệt đới hoặc cận nhiệt đới vùng ngập nước hoặc lụt theo mùa, sông, vườn nông thôn, và các khu rừng trước đây bị suy thoái nặng nề.